# Jovan Bandur
Jovan Bandur (* 24. September 1899 in Javnica; † 15. Mai 1956 in Belgrad, Jugoslawien) war ein jugoslawischer Komponist.
Bandur wurde nach dem Studium an der Wiener Musikakademie bei Joseph Marx und am Konservatorium Prag bei Jaroslav Křička 1931 Dirigent der Oper von Belgrad. 1937 wurde er Direktor der Belgrader Musikakademie. Nach ihm wurde die Musikhochschule von Pančevo benannt.
Bandur komponierte eine Sinfonie, ein Violinkonzert, ein Streichquartett, kleine Violin- und Klavierstücke, zwei Kantaten, andere Chorwerke mit Orchester und a cappella sowie Lieder.